# Selenophanes cassiopeia
Selenophanes cassiopeia är en fjärilsart som beskrevs av Otto Staudinger 1886 . Selenophanes cassiopeia ingår i släktet Selenophanes och familjen praktfjärilar. Inga underarter finns listade i Catalogue of Life.